# Austrotrillina
Austrotrillina es un género de foraminífero bentónico de la familia Austrotrillinidae, de la superfamilia Milioloidea, del suborden Miliolina y del orden Miliolida. Su especie tipo es Trillina howchini. Su rango cronoestratigráfico abarca desde el Latorffiense (Oligoceno inferior) hasta el Burdigaliense (Mioceno inferior).

## Clasificación
Austrotrillina incluye a las siguientes especies:
- Austrotrillina asmariensis †
- Austrotrillina brunni †
- Austrotrillina eocaenica †
- Austrotrillina howchini †
- Austrotrillina paucialveolata †
- Austrotrillina striata †